# 西莫内·巴乔基
施蒙尼·巴斯奧治（義大利語：Simone Bacciocchi，1977年1月22日—），聖馬力諾足球運動員，司職後衛，現效力聖馬力諾球會諾瓦奧爾特里亞體育會。
巴斯奧治曾46次代表聖馬力諾國家足球隊。